# ASRock
ASRock Inc. ist ein taiwanisches Unternehmen und Produzent von Mainboards, Industrie-PCs und HTPCs mit Sitz in Taipeh. Es wurde 2002 gegründet und ist im Besitz von Pegatron und gehört damit zu Asus.

## Geschichte
ASRock wurde ursprünglich im Jahr 2002 von ASUSTeK (Asus) als Budget-Marke ausgegliedert, um mit Unternehmen wie Foxconn im Bereich des OEM-Marktes zu konkurrieren. Seitdem konnte ASRock seine Präsenz auch mit Einzelkomponenten im Retail-Markt steigern. Die Pläne, das Unternehmen weiter an die Spitze der Branche zu führen, entstanden im Jahr 2009, nachdem der Börsengang an der Taiwan Stock Exchange erfolgreich abgeschlossen wurde.
ASRock ist aktuell der viertgrößte Mainboardhersteller hinter ASUSTeK, Gigabyte und MSI. Der Rückgang von verkauften PC-Modellen traf ASRock besonders hart. Wurden 2021 noch 6 Millionen Mainboards verkauft so waren es 2022 nur noch 2,7 Millionen, dies entspricht einem Rückgang von 55 %.

## Produkte und Services

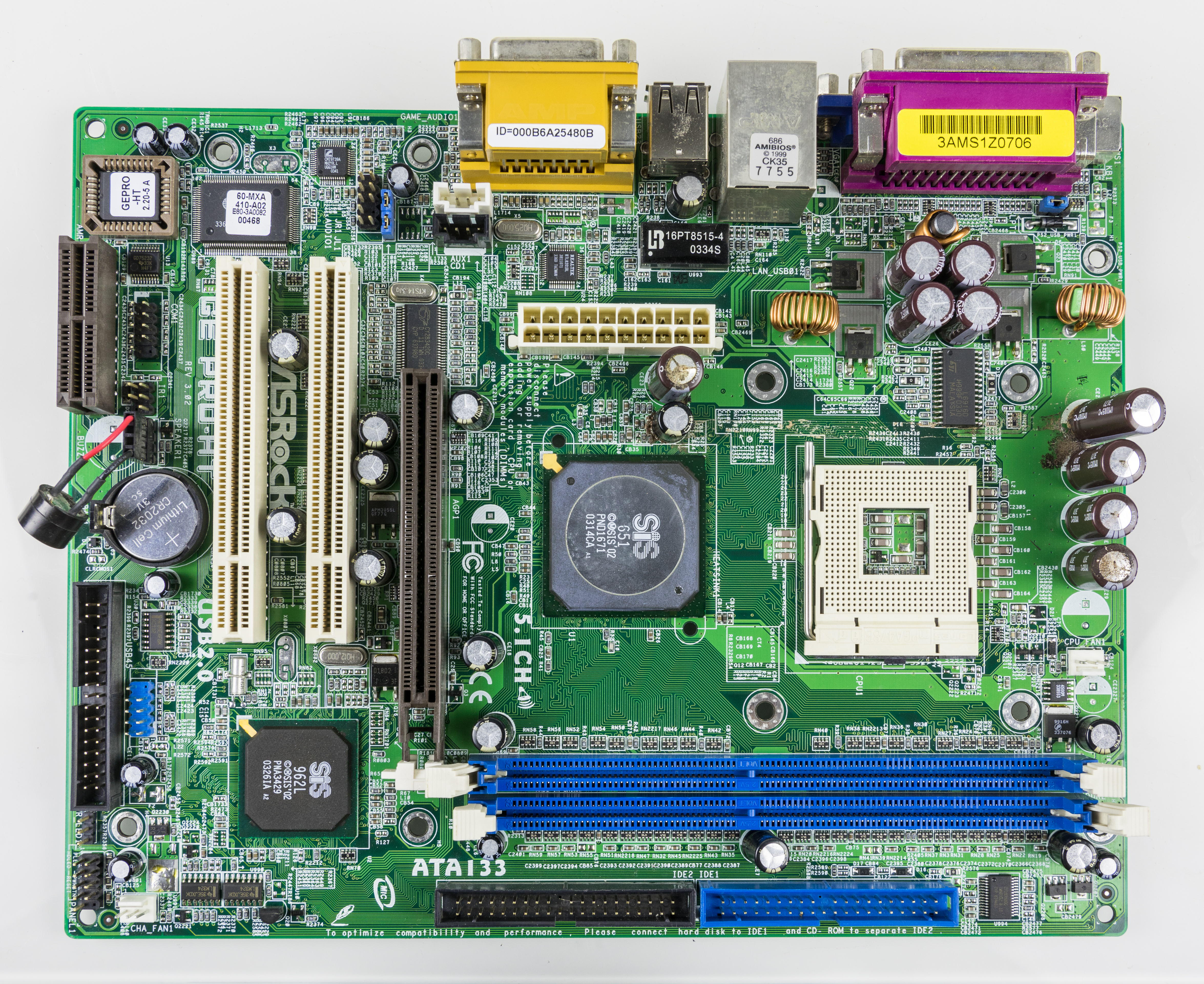
Micro-ATX-Mainboard ASRock GE PRO-HT-1059 Rev. 3.02 (2003)

Neben Mainboards produziert ASRock auch Mini-PCs. 2012 stieg ASRock in den Markt für Industrie-PCs und Servermainboards ein. Seit 2018 ist ASRock auch im GPU-Geschäft tätig und fertigt unter der Marke Phantom Gaming Grafiklösungen der AMD Polaris Serie.